# Weißthal
Weißthal ist ein Ortsteil der Großen Kreisstadt Mittweida im sächsischen Landkreis Mittelsachsen. Er gehörte seit 1875 zu Kockisch und wurde mit diesem  im Jahr 1923 in die Stadt Mittweida eingemeindet.

## Geografie

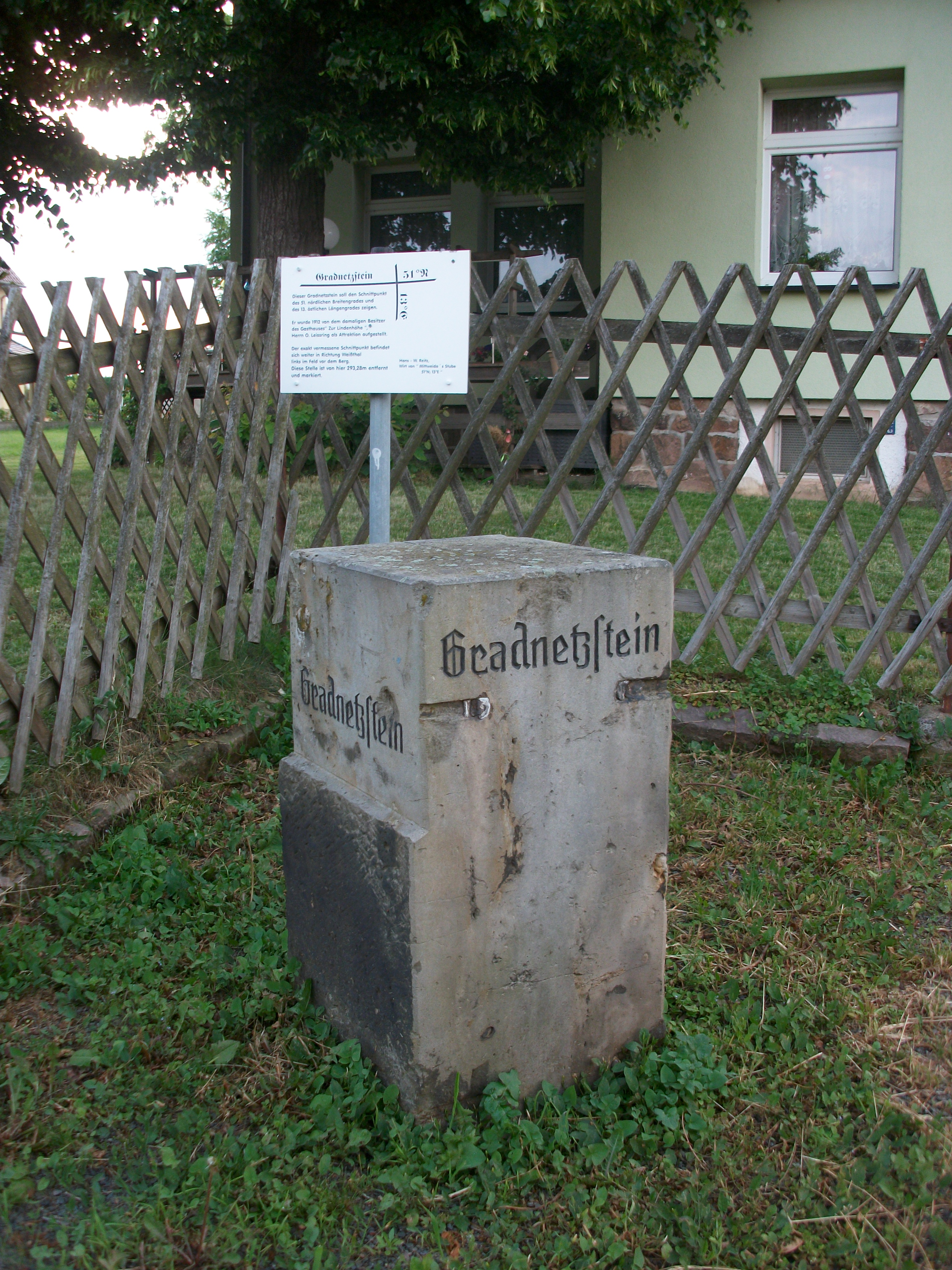
Gradnetzstein Mittweida

Weißthal liegt nordöstlich von Mittweida im Mittelsächsischen Hügelland. Der Ort liegt in einem Bogen der Zschopau, welche ihn im Norden, Westen und Süden begrenzt.

### Nachbarorte
|           | Ringethal                                   |                          |
| Ringethal | Kompassrose, die auf Nachbargemeinden zeigt | Weinsdorf mit Liebenhain |
| Rößgen    | Kockisch                                    |                          |

## Geschichte

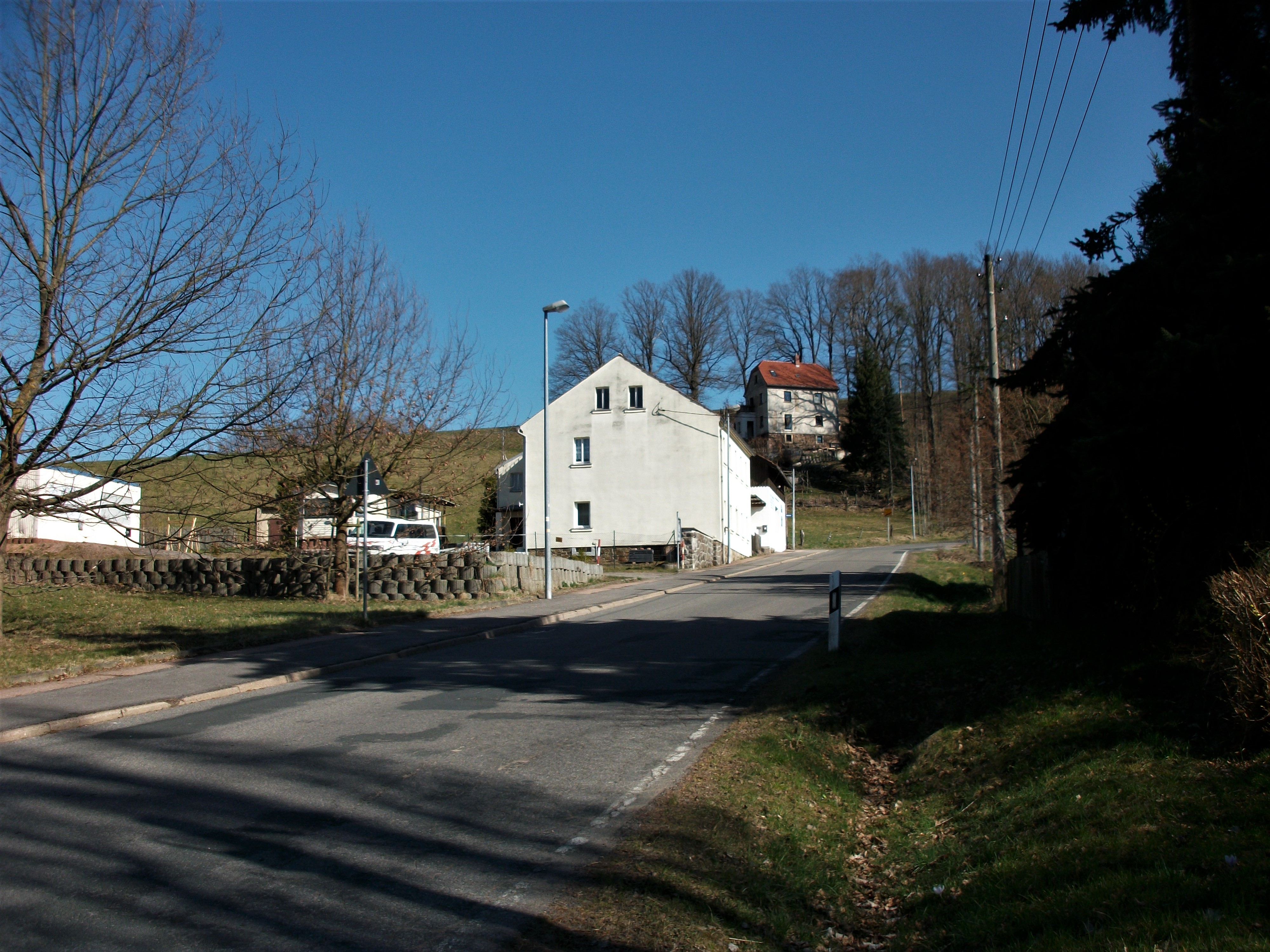
Gebäude in Weißthal

Weißthal ist bezüglich der Entstehung der jüngste Ortsteil von Mittweida. Er entstand erst im 19. Jahrhundert. Im Jahr 1854 existierte eine Spinnmühle mit dem Namen „Weißthal“ an der Zschopau, dessen Namen sie ihrem Gründer Johann Gotthelf Christian Weiß (* 1803 in Lengenfeld (Vogtland); † 16. Januar 1884 in Mittweida) verdankt. 1875 wurde der Betrieb in die Aktiengesellschaft „Weißthaler Aktien – Spinnerei“ umgewandelt. Die um die Spinnerei entstandene Siedlung Weißthal mit 163 Einwohnern kam im gleichen Jahr durch Eingemeindung unter die Verwaltung von Kockisch (Mittweida) in der neu gegründeten Amtshauptmannschaft Rochlitz. Nach 1886 erfuhr  der Betrieb eine Erweiterung durch eine eigene Weberei mit 400, später mit 670, Webstühlen in der Bahnhofsstraße in Mittweida. Am 1. August 1923 erfolgte die Eingemeindung von Kockisch mit Weißthal nach Mittweida.
Nach dem Zweiten Weltkrieg erfolgte im Jahr 1946 die Überführung der Weißthaler Spinnerei in Volkseigentum, später wurde sie als Werk II dem VEB Baumwollspinnerei Mittweida zugeordnet. Mit der politischen Wende erfolgte im Jahr 1990 die Schließung der Fabrik. Der Großteil der Spinnerei wurde später abgerissen.
Durch die zweite Kreisreform in der DDR kamen Kockisch und Weißthal mit Mittweida im Jahr 1952 zum Kreis Hainichen im Bezirk Chemnitz (1953 in Bezirk Karl-Marx-Stadt umbenannt), der bei der 1994 erfolgten Verwaltungsreform zum neu gebildeten Landkreis Mittweida kam. Seit 2008 gehört die Stadt Mittweida mit ihren Ortsteilen zum neu gebildeten Landkreis Mittelsachsen.
Im Jahr 2020 lebten 47 Einwohner in Weißthal.

## Religion
Kirchlich gehört Weißthal als Teil von Kockisch zur Evangelisch-lutherischen Kirchgemeinde Mittweida.

## Wirtschaft und Verkehr

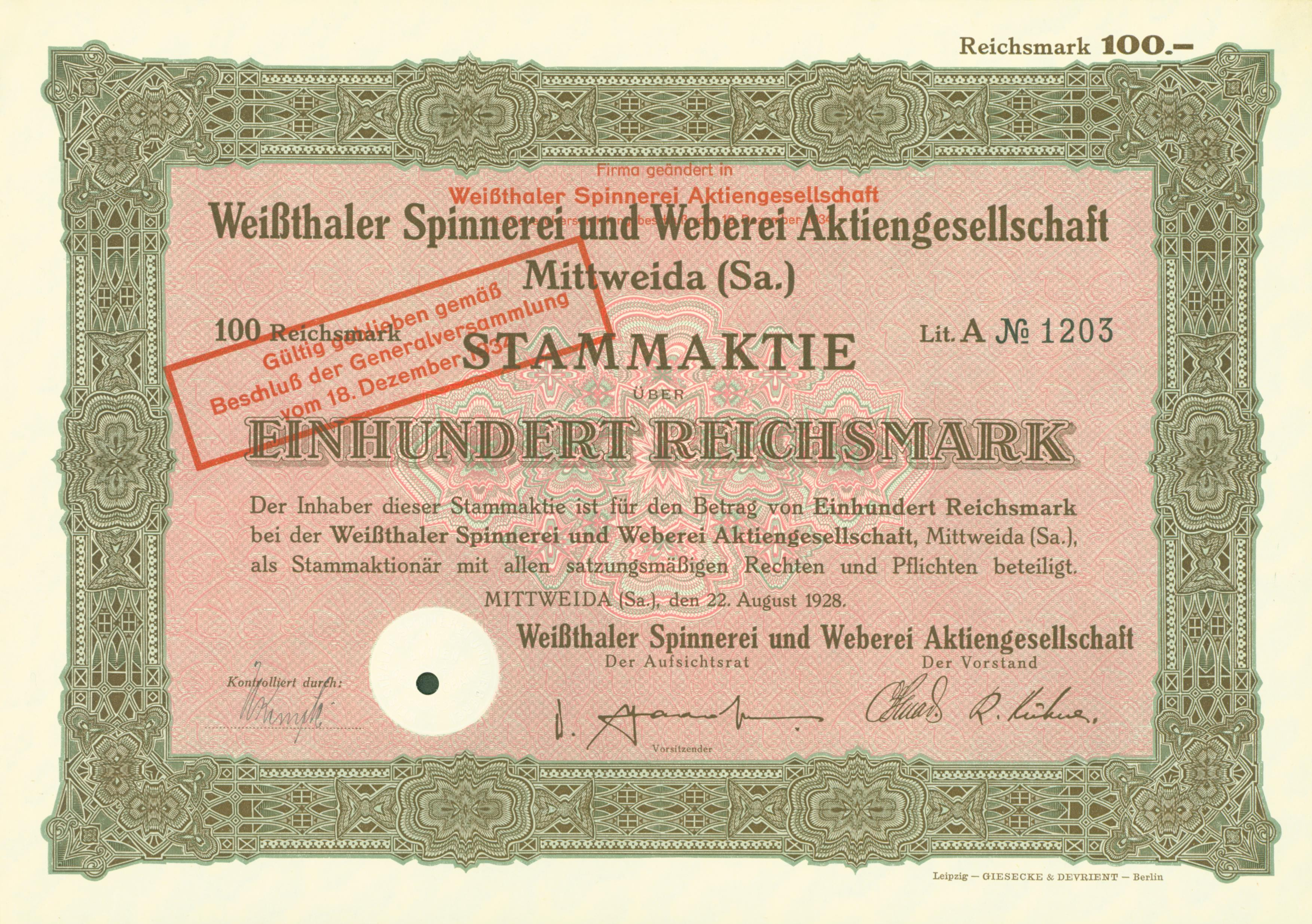
Aktie über Weißthaler Spinnerei und Weberei AG vom 22. August 1928

Weißthal verdankt seine Gründung der Industrialisierung im 19. Jahrhundert. Um die 1854 existierende Spinnerei entwickelte sich die Werkssiedlung „Weißthal“. Die Baumwollspinnerei wurde 1990 geschlossen.
Im Jahr 1861 entstand auf Veranlassung des Ringethaler Rittergutsbesitzers eine Brücke über die Zschopau von Ringethal nach Weißthal. Sie diente der besseren Anbindung der sogenannten „Wasserdörfer“ mit Mittweida. Bis zum Bau der Brücke mussten die Bauern und Händler lange und  beschwerliche Wege durch die Furte der Zschopau oder über die hölzerne Brücke in Neudörfchen in Kauf nehmen, um nach Mittweida zu gelangen. Die Brücke wurde um das Jahr 2000 erneuert.

## Sehenswürdigkeiten
- Wanderweg am linken Ufer der Zschopau, genannt „Via Mala“
- Rundwanderweg durch das „Heilige Holz“ nach Kockisch und zurück nach Ringethal[3]
- Steinplastik „Hermann von Schroeter“ oder „Brückenherr“ an der Brücke von Weißthal nach Ringethal. Sie wurde in Folge des Neubaus der Weißthaler Brücke aufgestellt, bestehend aus Rochlitzer Porphyr.
- Gradnetzstein südlich von Mittweida. Er bezeichnet den Schnittpunkt des 51. nördlichen Breitengrades mit dem 13. östlichen Längengrad.